# Eublepharis
Eublepharis es un género de geckos de la familia Eublepharidae. Incluye al gecko leopardo, una especie común en el comercio de mascotas. Es originario de Asia.

## Especies
Se reconocen las siguientes seis especies:
- Eublepharis angramainyu Anderson & Leviton, 1966[3] - Gecko leopardo persa, Gecko leopardo occidental.
- Eublepharis fuscus Börner, 1974[4] - Gecko leopardo de la India occidental.
- Eublepharis hardwickii Gray, 1827[5] - Gecko leopardo de la India oriental.
- Eublepharis macularius (Blyth, 1854)[6] - Gecko leopardo común.
- Eublepharis pictus Mirza & Gnaneswar, 2022[7] - Gecko leopardo de Visakhapatnam.
- Eublepharis satpuraensis Mirza et al., 2014[8] - Gecko leopardo de Satpura.
- Eublepharis turcmenicus Darevsky, 1977[9] - Gecko de cola gorda de Turkmenistán.